# Afghanistans geografi

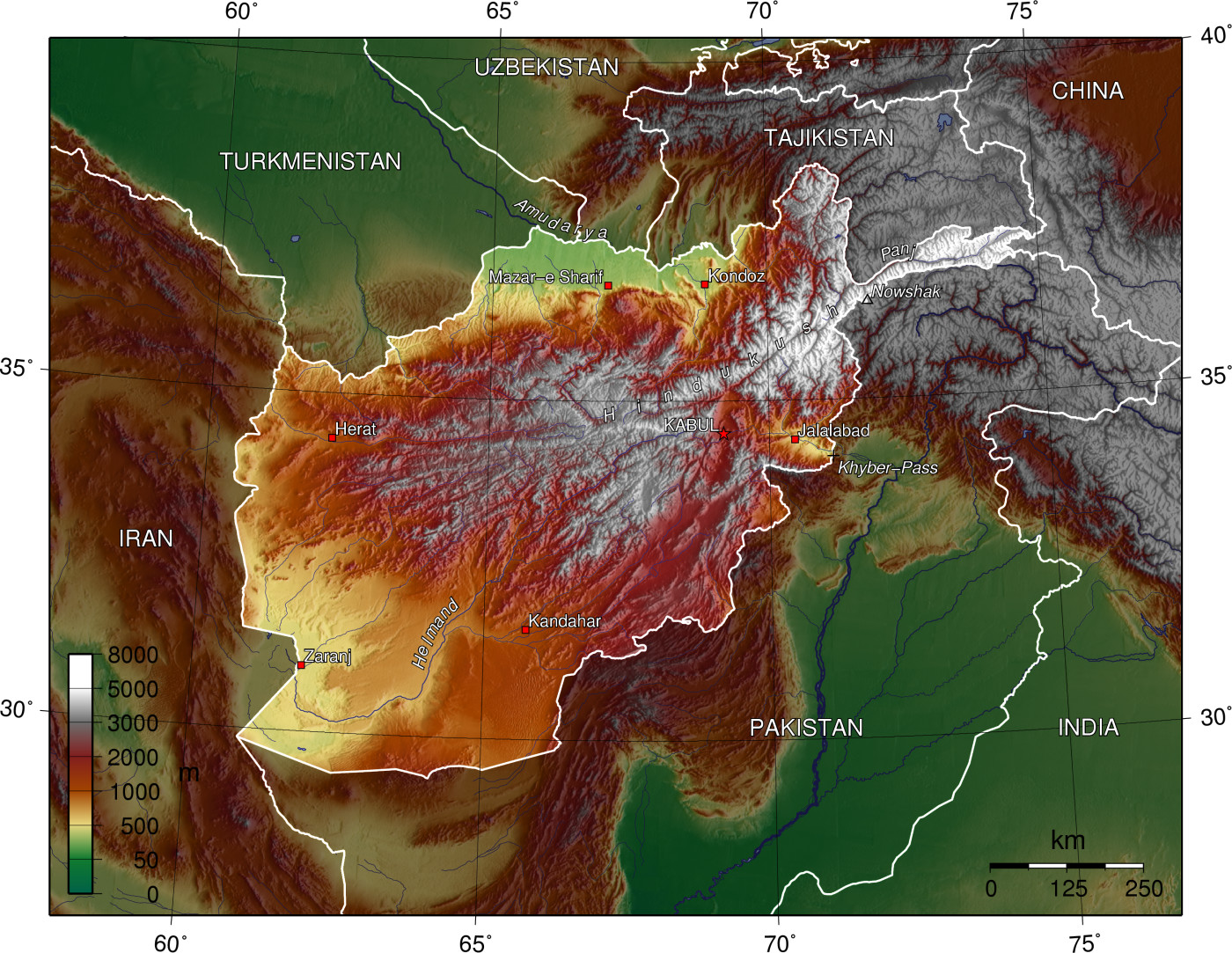
Topografisk karta över Afghanistan

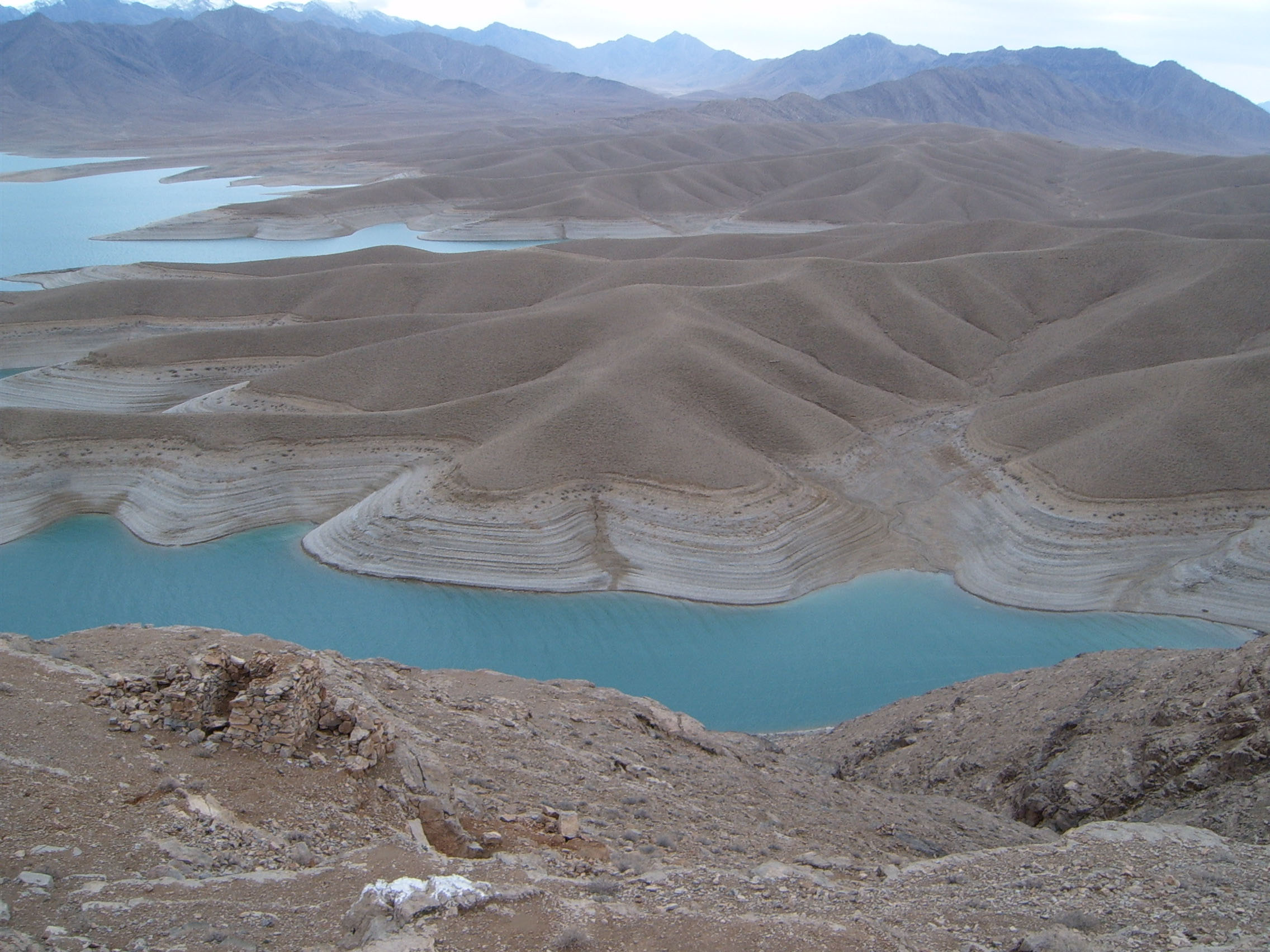
Berg och flod i Helmandprovinsen

Afghanistan  räknas enligt olika källor till Centralasien, Sydasien eller Mellanöstern. Landet saknar kust och gränsar till sex länder: Iran och Turkmenistan i väster, Uzbekistan och Tadzjikistan i norr och Pakistan och Kina i öster. De största städerna är huvudstaden Kabul, Mazar-e Sharif och Kunduz i norr,  Herat i väster, Jalalabad i öster och Kandahar i söder.
Landet är tätast befolkat i provinserna kring  Kabul. Andra tätbefolkade områden finns i Heratområdet i väster, på slätterna runt Kunduz i norr, i Nangaharprovinsen i öster samt längs floderna i provinserna Kandahar och Helmand i söder.

## Tre naturområden

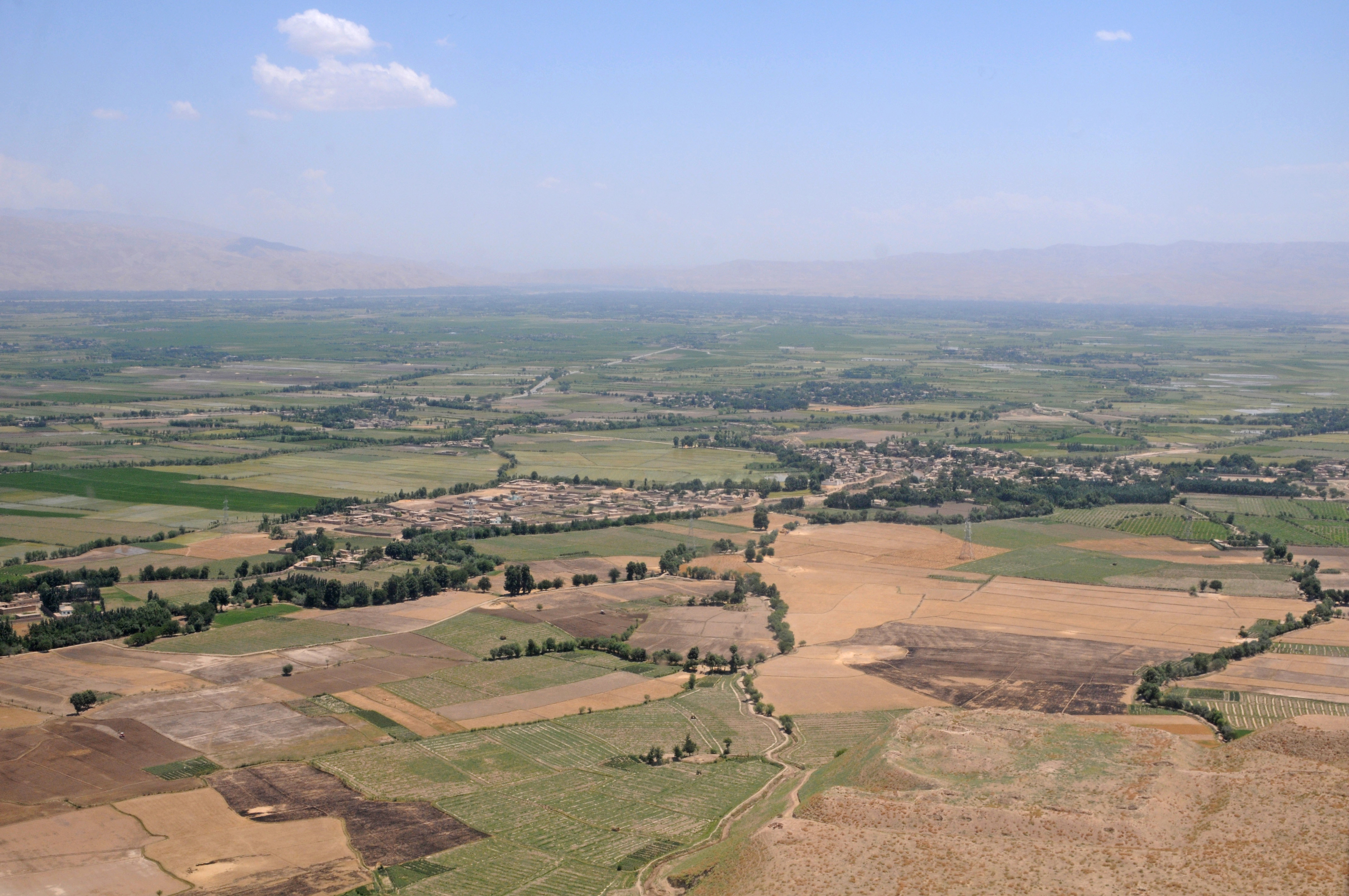
Slättland i norr 2012

Större delen av landet består av otillgängliga bergsområden som utgör den västliga delen av Himalaya. Den långsmala Wakhan-korridoren i nordöst skjuter in som en kil mellan Tadzjikistan och Pakistan i bergsmassivet Pamir och har också en kort gräns mot Kina. Sydväst därom sträcker sig Hindukush in mot centrala Afghanistan och delar sig i en solfjäderformad serie bergskedjor åt väster, sydväst och söder. Området präglas av djupa trånga dalar mellan höga berg.
Längst i norr finns ett gräsbevuxet slättområde som delvis består av bördig lössjord. Det sluttar ned mot floden Amu-Darja och är den del av den centralasiatiska stäppen.
Ett relativt låglänt område i sydväst utgörs till stor del av öken och saltträsk.
På grund av brist på vatten är endast cirka 12 procent av landets yta (650 000 kvadratkilometer) odlingsbar. Endast 3 procent av ytan är täckt av skog, främst i öster och på de södra sluttningarna av Hindukush.

## Berg
Landets högsta berg är Nowshaq (7492 meter över havet), som ligger på gränsen mot Pakistan vid södra gränsen av Wakhankorridoren i nordost. För Hindukush som helhet är medelhöjden cirka 4 500 meter över havet.

## Floder

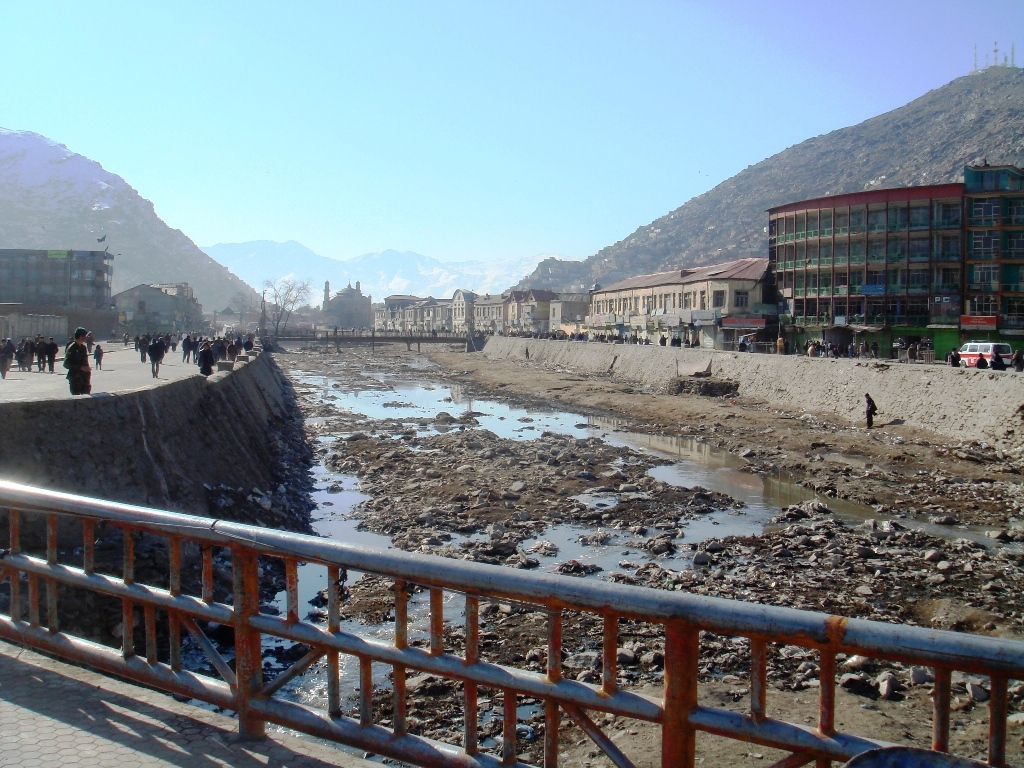
Kabulfloden i huvudstaden Kabul, januari 2009

Det afghanska höglandet utgör en vattendelare mellan Central- och Sydasien och från detta rinner floder i alla riktningar men framför allt från nordost mot sydväst. Den största av dessa är Helmandfloden, som utmynnar i Hamunsjön, ett sjö- och våtmarkssystem i Sistan-bäckenet i sydväst.
Hari Rud rinner västerut, passerar Herat, utgör en del av gränsen mot Iran och flyter sedan norrut och förlorar sig i öknen i Turkmenistan.
Kabulfloden och dess bifloder avvattnar höglandet österut och förenar sig med Indus i Pakistan. Detta är det enda av landets flodsystem som rinner ut i havet.
Från Pamir rinner Amu-Darja åt nordväst mot Aralsjön och utgör utefter en lång sträcka gräns mot Tadzjikistan och Uzbekistan.
Många av vattendragen i Afghanistan är endast periodiskt vattenförande och saknar utlopp.

## Sjöar
Afghanistan har endast ett fåtal mindre sjöar. I bergen i norr finns Zarkol i Wakhankorridoren och Shivasjön. Söder om Ghazni finns saltsjön Istadeh-ye Moqor och i sydväst, i gränsområdet med Iran, finns Hamunsjön, ett grunt sjö- och våtmarkssystem. Dessutom finns ett antal dammar i floderna. Sjösystemet Band-e Amir i Bamiyanprovinsen blev 2009 Afghanistans första nationalpark.

## Klimat
Afghanistan har inlandsklimat med varma somrar och kalla vintrar. Under sommaren kan den västliga så kallade 120-dagarsvinden ge dagstemperaturer på upp till 50 grader. På vintern kan temperaturen i höglandet sjukna under 25 minusgrader.
Torka råder i stora delar av landet, vilket gör att färskvattentillgången blir begränsad. Nederbörden faller nästan bara under vintern (december till april), i bergen oftast som snö. Ett litet område kring Jalalabad i öster kan nås av indiska monsunvindar och är varmt och fuktigt.

|                | Jan | Feb | Mar | Apr | Maj | Jun | Jul | Aug | Sep | Okt | Nov | Dec |
| -------------- | --- | --- | --- | --- | --- | --- | --- | --- | --- | --- | --- | --- |
| Medeltemp (℃)  | −3  | −1  | 6   | 13  | 18  | 22  | 25  | 24  | 20  | 14  | 9   | 3   |
| Maxtemp (℃)    | 14  | 23  | 25  | 28  | 33  | 37  | 38  | 40  | 36  | 32  | 25  | 19  |
| Mintemp (℃)    | −21 | −21 | −14 | −3  | 1   | 6   | 11  | 8   | 2   | −3  | −15 | −19 |
| Nederbörd (mm) | 30  | 36  | 94  | 101 | 20  | 5   | 3   | 3   | 2   | 15  | 20  | 10  |

|                | Jan | Feb | Mar | Apr | Maj | Jun | Jul | Aug | Sep | Okt | Nov | Dec |
| -------------- | --- | --- | --- | --- | --- | --- | --- | --- | --- | --- | --- | --- |
| Medeltemp (℃)  | 6   | 9   | 14  | 19  | 24  | 27  | 29  | 27  | 22  | 18  | 13  | 7   |
| Maxtemp (℃)    | 21  | 27  | 31  | 36  | 42  | 44  | 42  | 43  | 38  | 38  | 32  | 25  |
| Mintemp (℃)    | −10 | −6  | −6  | 1   | 4   | 9   | 12  | 11  | 4   | −1  | −9  | −9  |
| Nederbörd (mm) | 79  | 43  | 20  | 8   | 5   | 2   | 3   | 2   | 0   | 2   | 2   | 20  |

## Naturkatastrofer och miljöförstöring
Afghanistan ligger i ett geologiskt aktivt område i kanten av den Eurasiska kontinentalplattan, och det är ständigt risk för jordbävningar som i sin tur kan förorsaka jordskred i den branta terrängen. I mars 2002 skakades provinserna Samangan och Baghlan av en serie skalv i vilka minst 1 800 omkom och tiotusentals blev hemlösa. Totalt skadades över 4 000 människor.
Glaciärerna i Hindukush och Pamir har på grund av den globala temperaturhöjningen minskat med 30 procent under perioden 1965-2015. Detta har lett till bland annat laviner och jordskred. Tillsammans med minskad nederbörd bidrar det också till att det redan torra landet fått ännu större brist på vatten.
Sjö och våtmarkssystemet i Sistan-bäckenet i sydväst har sedan det sena 1960-talet drabbats av upprepade fleråriga torkperioder som har förvandlat våtmarkerna till ofruktbar öken där vinden dragit upp väldiga sandmoln från de forna sjöbottnarna. Detta har drabbat både det vilda växt- och djurlivet i området och människornas möjligheter att försörja sig på jordbruk och boskapsskötsel anpassat till områdets tidigare karaktär.
Kabul hör till de städer i världen som är värst drabbade av luftföroreningar, och forskningsgruppen State of Global Air beräknar att luftföroreningarna skördade 26 000 liv i Afghanistan under år 2017.